# Kobaltblauwe dwergbaars
De kobaltblauwe dwergbaars (Pseudochromis aldabraensis) is een straalvinnige vissensoort uit de familie van de dwergzeebaarzen (Pseudochromidae). De wetenschappelijke naam van de soort is voor het eerst geldig gepubliceerd in 1958 door Bauchot-Boutin.